# Maurits Stael
Maurits Roger Stael (Torhout, 25 september 1911 – Beernem, 24 januari 2020) was een Belgisch ondernemer en eeuweling. Hij was van april 2018 tot zijn overlijden de oudste levende man in België.

## Levensloop
Stael werd geboren in een gezin met elf kinderen. Zijn ouders, Edward Stael en Leonie Verhaeghe, waren landbouwers en tegelijk uitbaters van de herberg Den Hert, nabij het kasteel van Wijnendale. Hij werkte aanvankelijk als landbouwer in Wijnendale. In 1939-1940 was hij gemobiliseerd en nam deel aan de Achttiendaagse Veldtocht. In 1941 trouwde hij met Maria Devooght (1910-2003). Ze kregen vier kinderen. 
In 1945 stichtte hij samen met zijn vrouw een handel in naaimachines in Torhout. In 1974 liet hij de zaak over aan zijn zoon, Frans, die ze op zijn beurt in 2016 aan zijn zoon Dries overliet. Vanaf 2012 verbleef Stael in het verzorgingstehuis Rusterloo in Beernem. Vanaf het overlijden van de 106-jarige Gustaaf Leclercq op 5 april 2018 was Stael de oudste man van België. Hij overleed in 2020 op 108-jarige leeftijd.